# 田辺三重松
田辺 三重松（たなべ みえまつ、1897年9月1日 - 1971年12月9日）は、北海道函館区（現・函館市）出身の風景画家。出生名は阿部 三重松（あべ みえまつ）。

## 経歴

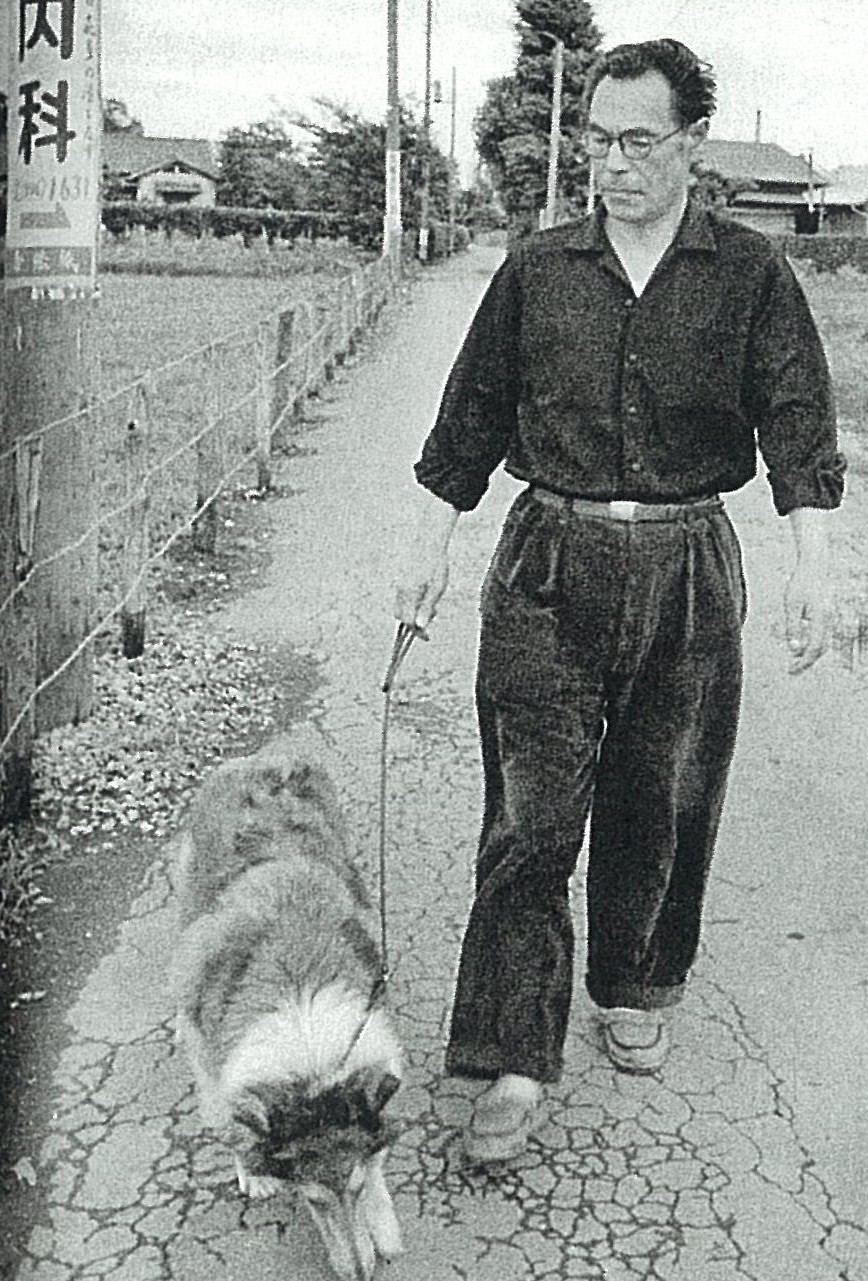
愛犬と散歩する田辺

### 函館時代
北海道函館区大黒町（現・函館市弁天町）生まれ。幼少時に阿部家から田辺家の養子となった。北海道庁立函館商業学校（現・函館商業高校）では北條玉洞に師事し、1916年に函館商業学校を卒業。田辺家の家業である呉服店を継ぐ傍らで絵画制作を行い、1921年には函館初の本格的美術団体赤光社の設立に参加。1928年には家業を廃して函館市立新川小学校（現・函館市立中部小学校）の教員となり、この年には第15回二科展に初出品して「荷揚げ場」と「花道」が初入選、北海道展でも入選して長官賞を受賞した。
1934年には新美術家協会会員に推挙された。1936年の二科展では特待賞を受賞。1939年には北海道庁函館高等女子校（現・北海道函館西高校）の図画教諭となった。石井柏亭や安井曽太郎や児島善三郎らの指導を受け、1942年の二科展では「岬の午後」と「晩春の耕地風景」が入選、二科賞を受賞した。1943年には戦前の二科会最後の会員となった。
太平洋戦争では北部軍報道部員として北千島派遣部隊に従軍し、新聞上で北方通信を連載した。戦後の1945年には向井潤吉らと行動美術協会の設立に関与し、全北海道美術協会でも創立会員となった。1946年には教員を退いて絵画制作に専念し、1949年には北海道文化賞を受賞。1951年には厚生省からの依頼で「夏の中禅寺湖」を制作した。

### 東京時代
1957年には函館市から東京都練馬区に転居し、1960年には「昭和新山」が文部省買い上げとなった。1963年6月から12月にはヨーロッパを旅行し、その後数年間は北欧のフィヨルドやスイスの山々などの風景画を制作。1965年には日本橋の髙島屋で「スイスとノルウェーの山」と題する個展を開催した。1967年には大雪山を旅行中に網膜剥離によって右目の視力を失ったが、その後も絵画の制作を続けている。1970年には銀座の彩壺堂で個展を開催。1971年には北海道開発功労賞を受賞。
1971年12月9日、心臓喘息発作のために練馬区の自宅で死去。74歳だった。築地本願寺で行動美術協会葬が行われた。2011年には出身地の北海道立函館美術館で没後40年記念「田辺三重松展」が開催された。

## 受賞
- 1949年 第1回北海道文化賞
- 1950年 第4回北海道新聞文化賞
- 1951年 第2回函館市文化賞
- 1971年 第3回北海道開発功労賞

## 文献
- 行動美術協会『田辺三重松遺作展 図録』北海道新聞社, 1977年
- 田辺三重松『田辺三重松画集』日動出版部, 1981年
- 中塚宏行『田辺三重松 絶景へのオマージュ』北海道新聞社, 1991年